# Картельери, Антонио Казимир
Антонио Казимир Картельери (итал. Antonio Casimir Cartellieri; 27 сентября 1772, Данциг — 2 сентября 1807, Либсхаузен, ныне Либчевес, округ Лоуни, Чехия) — немецкий и польский композитор.

## Биография
Картельери был немецкоязычным жителем Гданьска. Сын оперных певцов — итальянца тенора Антонио Марии Гаэтано Картельери и немки родом из Риги Елизаветы Бём. Получив первые уроки музыки в семье, в 1786 г., после расставания родителей, последовал за матерью в Берлин и уже в 1791 г. получил должность придворного композитора и капельмейстера графа Михала Казимира Огинского. В следующем 1793 году он сочинил свою Symphonie à grande orchestre (1793), а также снова появился в Берлине, где добился успеха с кантатой «Контимар и Зора» (нем. Contimar und Zora) и зингшпилем «Заклинание духов» (нем. Die Geisterbeschwörung). После этого успеха при поддержке графа отправился совершенствовать своё композиторское образование в Вену, где его учителями стали Антонио Сальери и Иоганн Георг Альбрехтсбергер. К этому периоду относится знакомство Картельери с Людвигом ван Бетховеном, с которым он сохранил дружеские отношения до конца жизни. В 1795 г. в Вене была исполнена оратория Картельери «Иоас, царь Иудеи» (итал. Gioas, Rè di Giuda). В 1796 г. Картельери поступил на службу к известному меценату графу Лобковицу. На службе у Лобковица Картельери написал ещё две оперы, «Антон» (1796) и «Секрет» (1804). В прочем его творчестве выделяются сочинения для духовых инструментов — в том числе концерты для кларнета с оркестром, квартеты с участием кларнета, дивертисменты и партиты для духовых и струнных. Картельери женился на Франциске Крафт, дочери виолончелиста Антона Крафта и сестре Николауса Крафта. От этого брака у него родилось трое сыновей. Один из них, доктор Пауль Картельери (1807—1881), стал ключевой фигурой в развитии бальнеологического курорта Франтишкови-Лазне. Картельери умер от сердечного приступа в возрасте 35 лет.